# Viviane Reding
Viviane Reding, född 27 april 1951 i Esch-sur-Alzette i Luxemburg, är en luxemburgsk journalist och politiker. Hon satt i Europaparlamentet (Kristsociala folkpartiet) 1989-1999 och åter 2014-2018.
Innan hon påbörjade sin karriär som journalist vid den ledande tidningen i Luxemburg, Luxemburger Wort, doktorerade hon i humanvetenskaper vid Sorbonne. Från 1986 till 1998 var hon ordförande för Luxemburgs journalistförbund.
Hon är skild och har tre barn. 

## Politisk karriär
Viviane Reding påbörjade sin politiska karriär 1979, då hon blev ledamot av Luxemburgs parlament och hade följande poster:
- Ordförande i socialutskottet
- Medlem av deputeradekammarens byrå
- Ledamot av Beneluxparlamentet
- Ledamot av NATO:s parlamentariska församling (ordförande för den kristdemokratiska/konservativa gruppen)

Hon blev senare ordförande för Luxemburgs delegation i Europeiska folkpartiet i Europaparlamentet från 1989 till 1999 och medlem av gruppens byrå.
Inom Europaparlamentet hade hon posterna som ordförande i utskottet för framställningar i ungefär tre år, och vice ordförande i ungefär två år vardera för socialutskottet och utskottet för medborgerliga friheter och inrikesaffärer.
Från 1988 till 1993 var hon ordförande för kristsociala kvinnor och från 1995 till 1999 vice ordförande för Kristsociala folkpartiet. 
Som EU-kommissionär ansvarade Reding för utbildning och kultur i Prodi-kommissionen 1999–2004. I Kommissionen Barroso I 2004–2010 ansvarade hon för informationssamhälle och medier och 2010–2014 var hon vice ordförande i Kommissionen Barroso II och ansvarade där för rättvisa, grundläggande rättigheter och medborgarskap.
Reding ställde upp och blev invald i Europaparlamentet i valen 1989, 1994, 1999, 2004, 2009 och 2014. Efter valet 1999 blev hon dock ledamot av kommissionen, och tvingades därför lämna sitt mandat i parlamentet. Efter valet 2004 och 2009 tackade Reding nej till sin plats i parlamentet för att kunna behålla sin plats i kommissionen. I valet 2009 var hon toppnamnet för Kristsociala folkpartiet och erhöll över 70 000 röster. Efter 2013 års val tog hon däremot sin plats i anspråk och avgick samtidigt som EU-kommissionär.